# Le Marsupilami (film, 2026)
Pour l’article homonyme, voir Marsupilami.
Pour plus de détails, voir Fiche technique et Distribution.
Le Marsupilami est un comédie française réalisée par Philippe Lacheau et dont la sortie est prévue en 2026.
Le film est une adaptation du Marsupilami créé par André Franquin en 1952 dans Spirou et Fantasio puis dans sa propre série.

## Synopsis
Pour sauver son emploi, David accepte un plan foireux : ramener un mystérieux colis d'Amérique du Sud. Il se retrouve à bord d’une croisière avec son ex-petit amie Tess, son fils Léo et son collègue Stéphane, aussi benêt que maladroit, dont David se sert pour transporter le colis à sa place. Tout dérape lorsque ce dernier l’ouvre accidentellement : un bébé marsupilami apparait et le voyage vire au chaos.

## Fiche technique
Sauf indication contraire, les informations mentionnées dans cette section peuvent être confirmées par la base de données cinématographiques Unifrance,  présente dans la section « Liens externes ».
- Titre original : Le Marsupilami
- Réalisation : Philippe Lacheau
- Scénario : Philippe Lacheau, Pierre Lacheau, Julien Arruti et Pierre Dudan, d'après le personnage créé par André Franquin
- Musique : N/A
- Production : Jérôme Seydoux
- Sociétés de production : BAF Prod, Pathé Films
- Société de distribution : Pathé Films (France)
- Budget : 28,68 millions d'euros[1]
- Pays de production :  France
- Langue originale : français
- Format : couleur
- Genre : comédie, aventure
- Durée : N/A
- Dates de sortie :
  - France : 4 février 2026 Date sujette à modification

## Distribution
Sauf indication contraire ou complémentaire, les informations mentionnées dans cette section proviennent du générique de fin de l'œuvre audiovisuelle présentée ici.
- Philippe Lacheau : David
- Jamel Debbouze : Pablito Camaron
- Tarek Boudali
- Élodie Fontan : Tess
- Julien Arruti
- Alban Ivanov
- Corentin Guillot : Léo, le fils de David
- Jean Reno : l’aventurier
- Reem Kherici
- Youssef Sahraoui

## Production
Peu après la sortie de Alibi.com 2, Philippe Lacheau annonce sur les réseaux sociaux qu’il prépare son prochain film, qui est une adaptation du Marsupilami. La sortie du film est prévue pour 2026.
Le tournage débute le 23 juillet 2024 en Thaïlande. La distribution est également révélée avec la présence de Philippe Lacheau, Tarek Boudali, Élodie Fontan, Julien Arruti, Alban Ivanov, Corentin Guillot et Reem Kherici. Jamel Debbouze, qui avait déjà joué dans Sur la piste du Marsupilami d’Alain Chabat, reprend son rôle de Pablito Camaron. La présence de Jamel Debbouze peut laisser supposer qui s’agit d’une suite du film sorti en 2012. Jean Reno est aussi confirmé dans le film. 
Le tournage prend fin le 6 novembre 2024, après 62 jours de prise de vue. Le film effectue une post-production d’un an[réf. nécessaire].

## Sortie
La date de sortie est confirmée pour le 4 février 2026 au cinéma, l’affiche teaser est également dévoilée[pas clair].